# Arrondissement Poitiers
Das Arrondissement Poitiers ist eine Verwaltungseinheit des französischen Départements Vienne innerhalb der Region Nouvelle-Aquitaine. Verwaltungssitz (Präfektur) ist Poitiers.
Es besteht aus 14 Kantonen und 83 Gemeinden.

## Kantone
- Chasseneuil-du-Poitou
- Chauvigny (mit 2 von 15 Gemeinden)
- Jaunay-Marigny
- Loudun (mit 2 von 49 Gemeinden)
- Lusignan (mit 9 von 15 Gemeinden)
- Migné-Auxances
- Montmorillon (mit 1 von 26 Gemeinden)
- Poitiers-1
- Poitiers-2
- Poitiers-3
- Poitiers-4
- Poitiers-5
- Vivonne
- Vouneuil-sous-Biard

## Gemeinden
Die Gemeinden des Arrondissements Poitiers sind:
| 1. Amberre (86002)                | 2. Aslonnes (86010)           | 3. Avanton (86016)                         | 4. Ayron (86017)                  |
| 5. Beaumont Saint-Cyr (86019)     | 6. Béruges (86024)            | 7. Biard (86027)                           | 8. Bignoux (86028)                |
| 9. Boivre-la-Vallée (86123)       | 10. Bonnes (86031)            | 11. Buxerolles (86041)                     | 12. Celle-Lévescault (86045)      |
| 13. Chabournay (86048)            | 14. Chalandray (86050)        | 15. Champigny en Rochereau (86053)         | 16. Chasseneuil-du-Poitou (86062) |
| 17. Château-Larcher (86065)       | 18. Chauvigny (86070)         | 19. Cherves (86073)                        | 20. Chiré-en-Montreuil (86074)    |
| 21. Chouppes (86075)              | 22. Cissé (86076)             | 23. Cloué (86080)                          | 24. Coulombiers (86083)           |
| 25. Coussay (86085)               | 26. Croutelle (86088)         | 27. Cuhon (86089)                          | 28. Curzay-sur-Vonne (86091)      |
| 29. Dienné (86094)                | 30. Dissay (86095)            | 31. Fleuré (86099)                         | 32. Fontaine-le-Comte (86100)     |
| 33. Frozes (86102)                | 34. Gizay (86105)             | 35. Iteuil (86113)                         | 36. Jardres (86114)               |
| 37. Jaunay-Marigny (86115)        | 38. Jazeneuil (86116)         | 39. La Chapelle-Moulière (86058)           | 40. La Puye (86202)               |
| 41. La Villedieu-du-Clain (86290) | 42. Latillé (86121)           | 43. Lavoux (86124)                         | 44. Ligugé (86133)                |
| 45. Liniers (86135)               | 46. Lusignan (86139)          | 47. Maillé (86142)                         | 48. Maisonneuve (86144)           |
| 49. Marçay (86145)                | 50. Marigny-Chemereau (86147) | 51. Marnay (86148)                         | 52. Massognes (86150)             |
| 53. Mignaloux-Beauvoir (86157)    | 54. Migné-Auxances (86158)    | 55. Mirebeau (86160)                       | 56. Montamisé (86163)             |
| 57. Neuville-de-Poitou (86177)    | 58. Nieuil-l’Espoir (86178)   | 59. Nouaillé-Maupertuis (86180)            | 60. Poitiers (86194)              |
| 61. Pouillé (86198)               | 62. Quinçay (86204)           | 63. Roches-Prémarie-Andillé (86209)        | 64. Rouillé (86213)               |
| 65. Saint-Benoît (86214)          | 66. Sainte-Radégonde (86239)  | 67. Saint-Georges-lès-Baillargeaux (86222) | 68. Saint-Julien-l’Ars (86226)    |
| 69. Saint-Martin-la-Pallu (86281) | 70. Saint-Sauvant (86244)     | 71. Sanxay (86253)                         | 72. Savigny-Lévescault (86256)    |
| 73. Sèvres-Anxaumont (86261)      | 74. Smarves (86263)           | 75. Tercé (86268)                          | 76. Thurageau (86271)             |
| 77. Vernon (86284)                | 78. Villiers (86292)          | 79. Vivonne (86293)                        | 80. Vouillé (86294)               |
| 81. Vouneuil-sous-Biard (86297)   | 82. Vouzailles (86299)        | 83. Yversay (86300)                        |                                   |

## Neuordnung der Arrondissements 2017

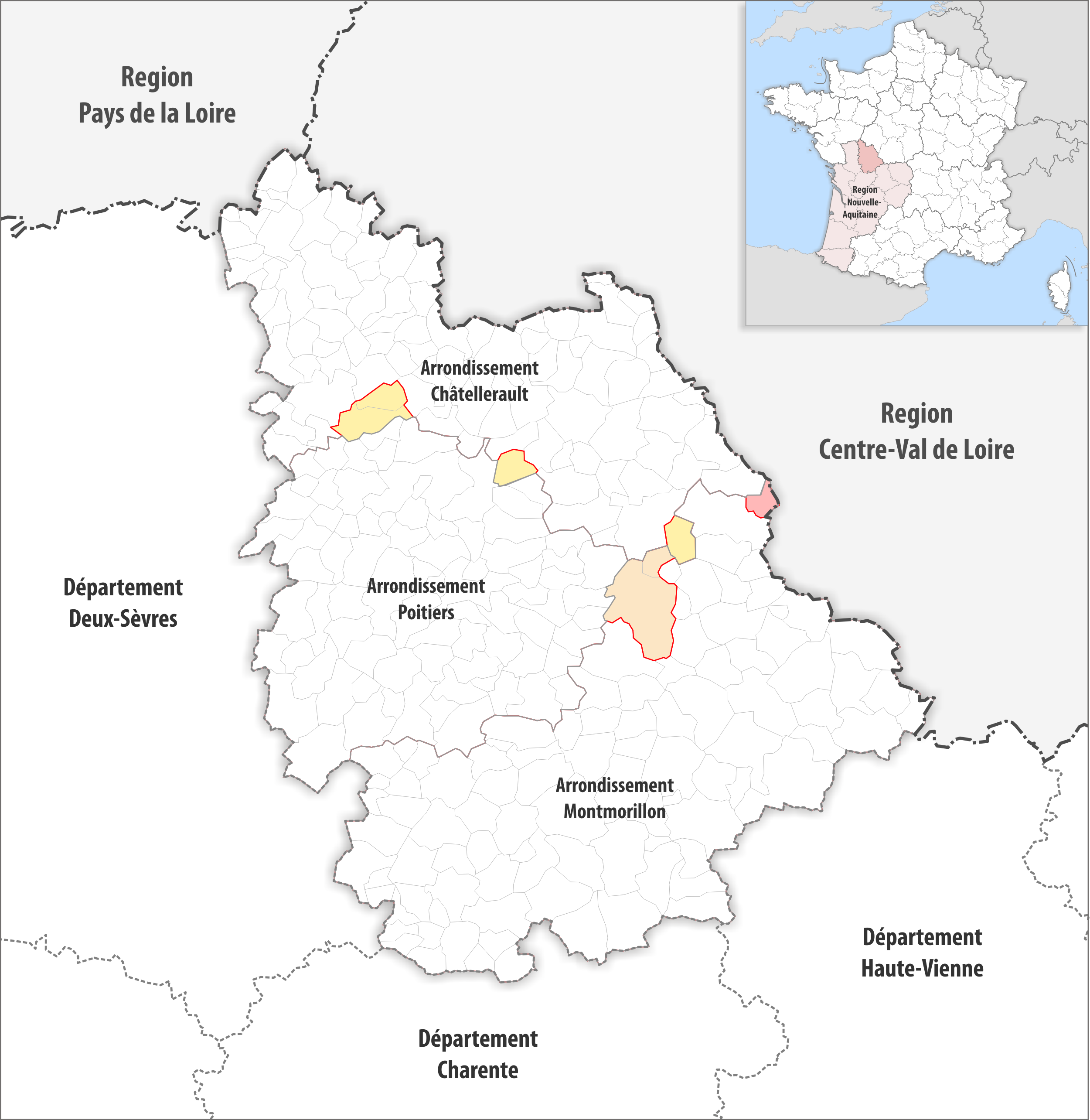
Arrondissementsanpassungen im Jahr 2017

Durch die Neuordnung der Arrondissements im Jahr 2017 wurde aus dem Arrondissement Châtellerault die Fläche der drei Gemeinden Chouppes, Coussay und La Puye sowie die Fläche der ehemaligen Gemeinde Beaumont und aus dem Arrondissement Montmorillon die Fläche der zwei Gemeinden Chauvigny und Sainte-Radégonde dem Arrondissement Poitiers zugewiesen.

## Ehemalige Gemeinden seit der landesweiten Neuordnung der Arrondissements
- Bis 2018: Lavausseau, Benassay, La Chapelle-Montreuil, Montreuil-Bonnin, Varennes

- Bis 2016: Beaumont, Blaslay, Champigny-le-Sec, Charrais, Cheneché, Jaunay-Clan, Le Rochereau, Marigny-Brizay, Saint-Cyr, Vendeuvre-du-Poitou